# Calvarieberg (bedevaartplaats)
Een calvarieberg, calvariënberg of kruisberg is een kunstmatig heuveltje waarop de kruisiging van Christus wordt uitgebeeld. De heuvel refereert aan de Golgotha die buiten de stadsmuren van Jeruzalem was gelegen en het was de plaats waar Jezus gekruisigd werd. De naam calvarieberg komt van het Latijnse calvaria hetgeen schedel betekent.
Calvariebergen zijn onder andere te vinden op Rooms-Katholieke begraafplaatsen en daarnaast ook op landgoederen van kloosters en in tuinen van pastorieën. Op de begraafplaats kan er met een begrafenis door de familie afscheid genomen worden bij de calvarieberg in plaats van aan het graf zelf.
In België en Nederland stammen calvariebergen van na 1800. Elders kunnen calvariebergen een oudere leeftijd hebben.

## Opzet
Een calvarieberg bestaat uit een kunstmatig heuveltje of rotspartij waarop een kruis is geplaatst met een corpusbeeld van Jezus. Bij het kruis met het corpus kunnen een Mariabeeld en Jozefbeeld geplaatst zijn. In de heuvel kan er een grafkelder aangebracht zijn.

## Verspreiding
Enkele calvariebergen zijn:
- Calvarieberg in Antwerpen
- Calvarieberg in Oss
- Calvarieberg in Steggerda
- Calvarieberg in Veghel

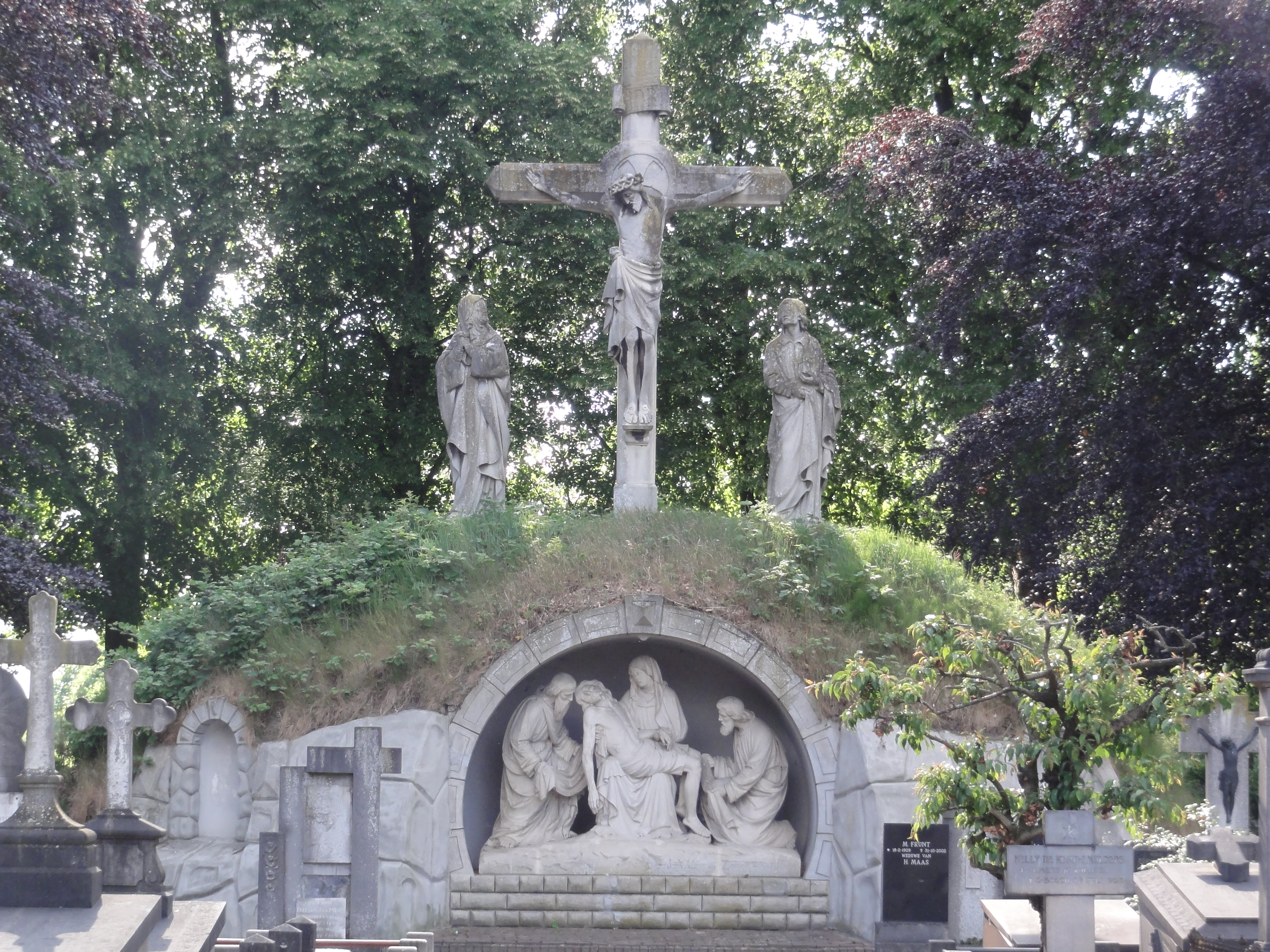
calvarieberg op de begraafplaats van Gemert
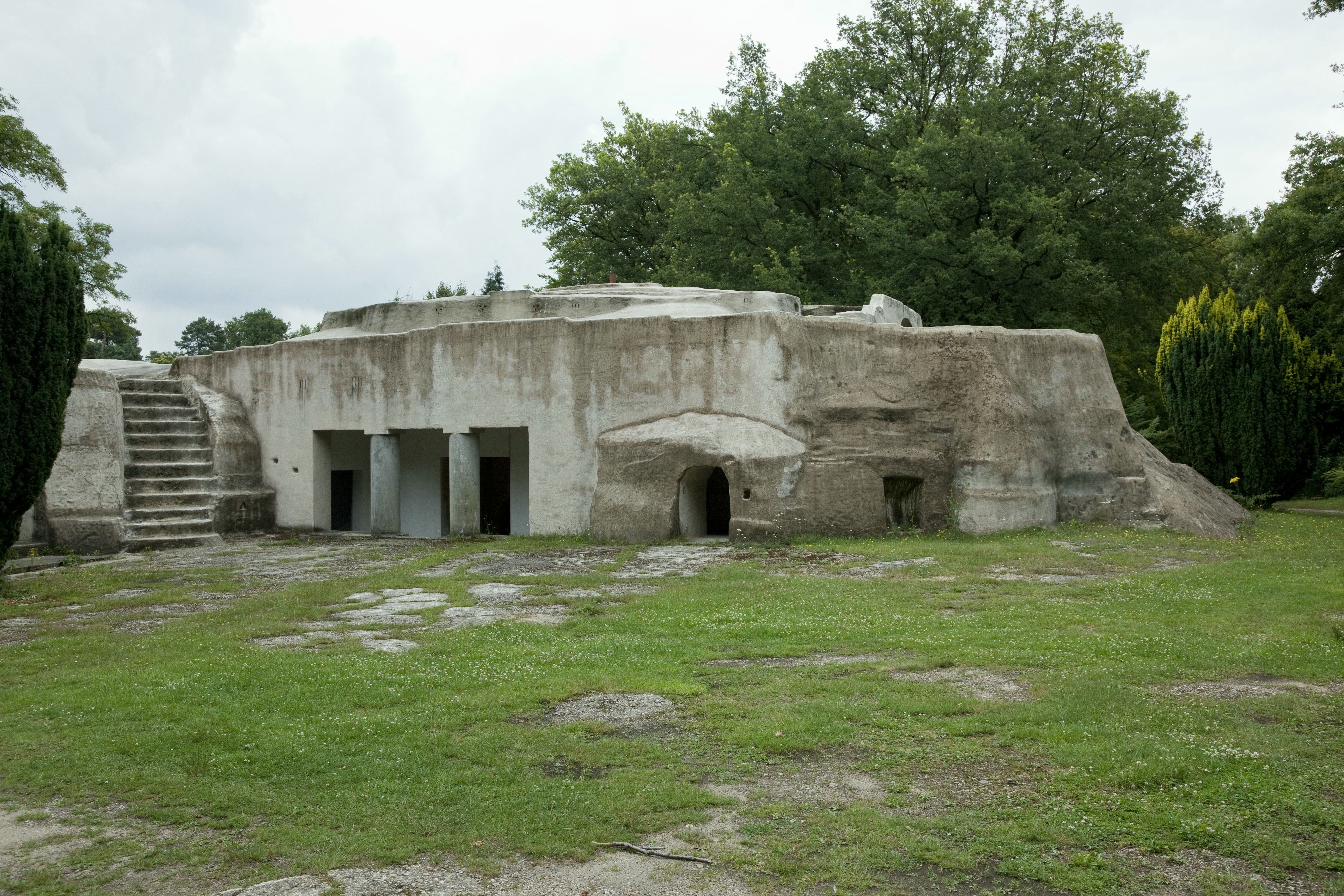
calvarieberg in Heilig Landstichting
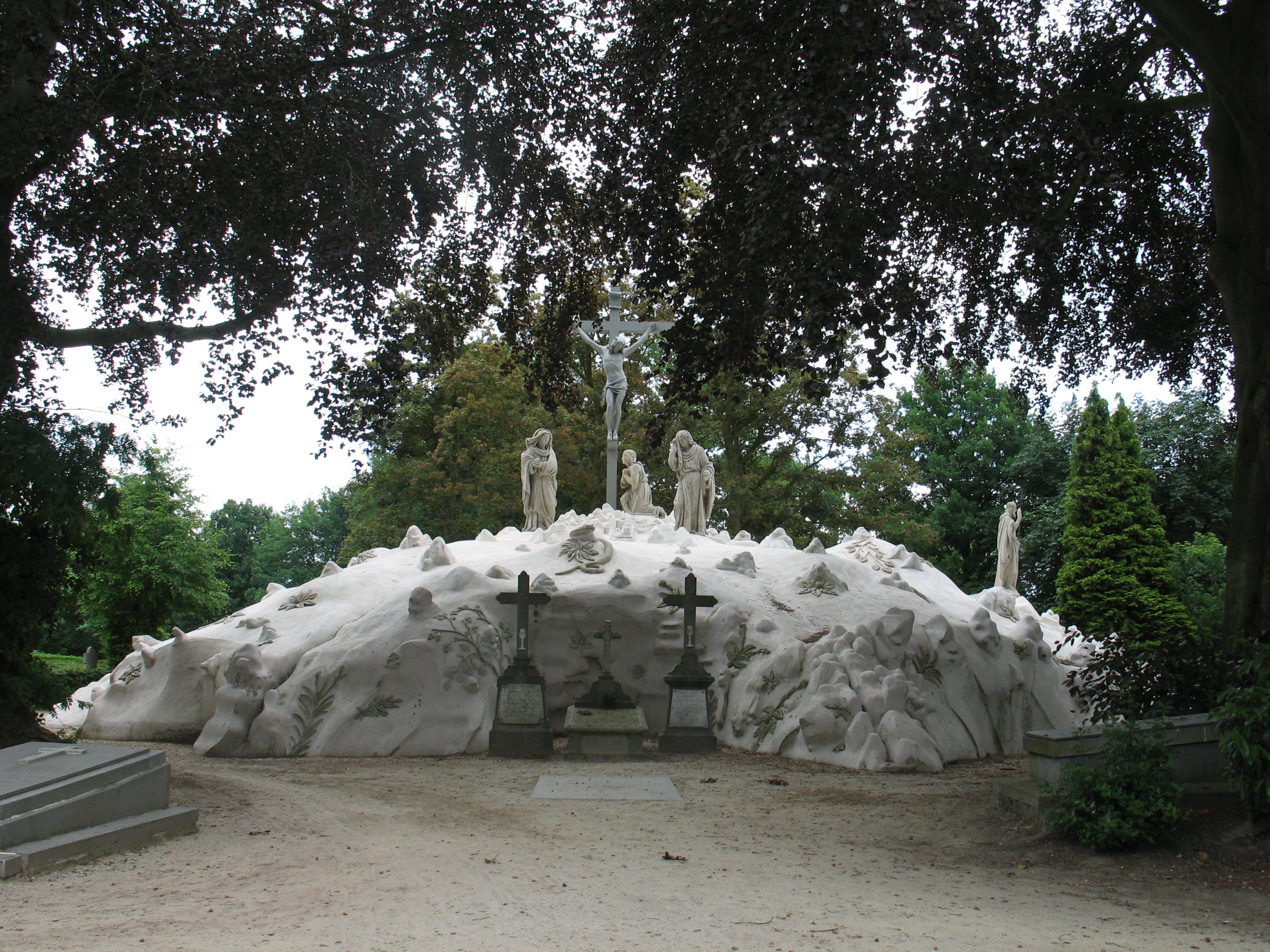
calvarieberg in Sint-Oedenrode
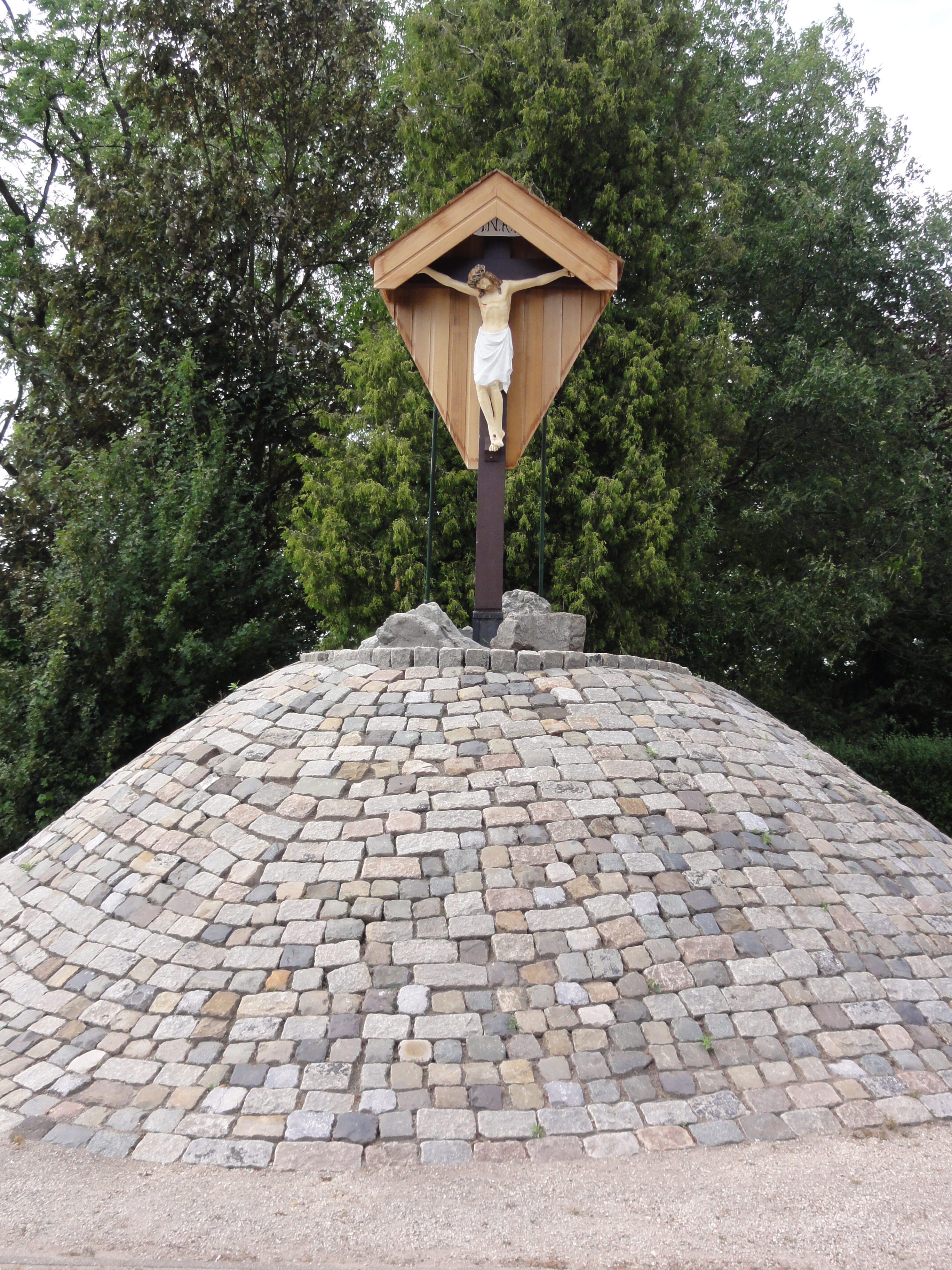
calvarieberg op kerkhof van Dinther
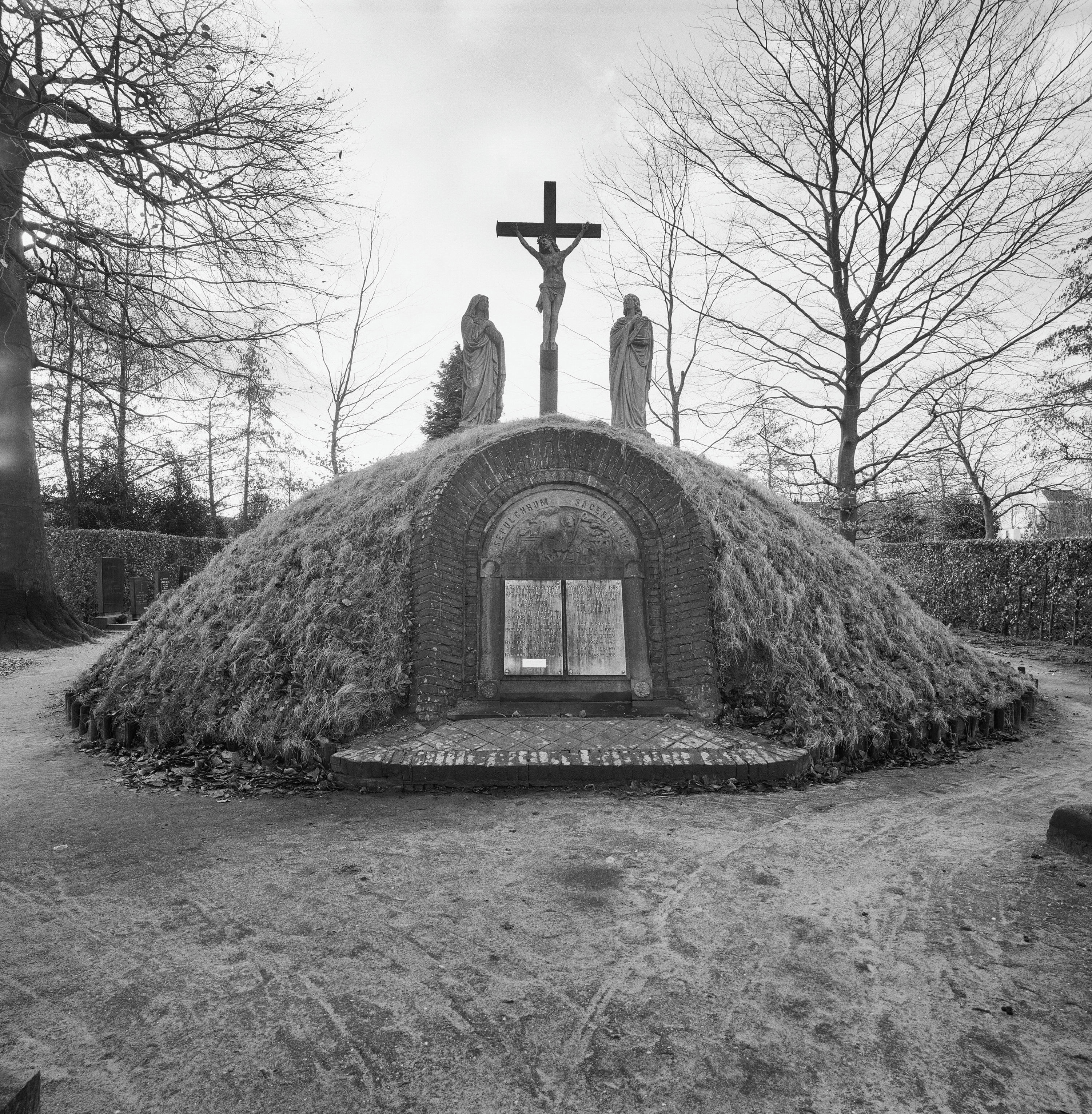
calvarieberg op begraafplaats van Waalwijk
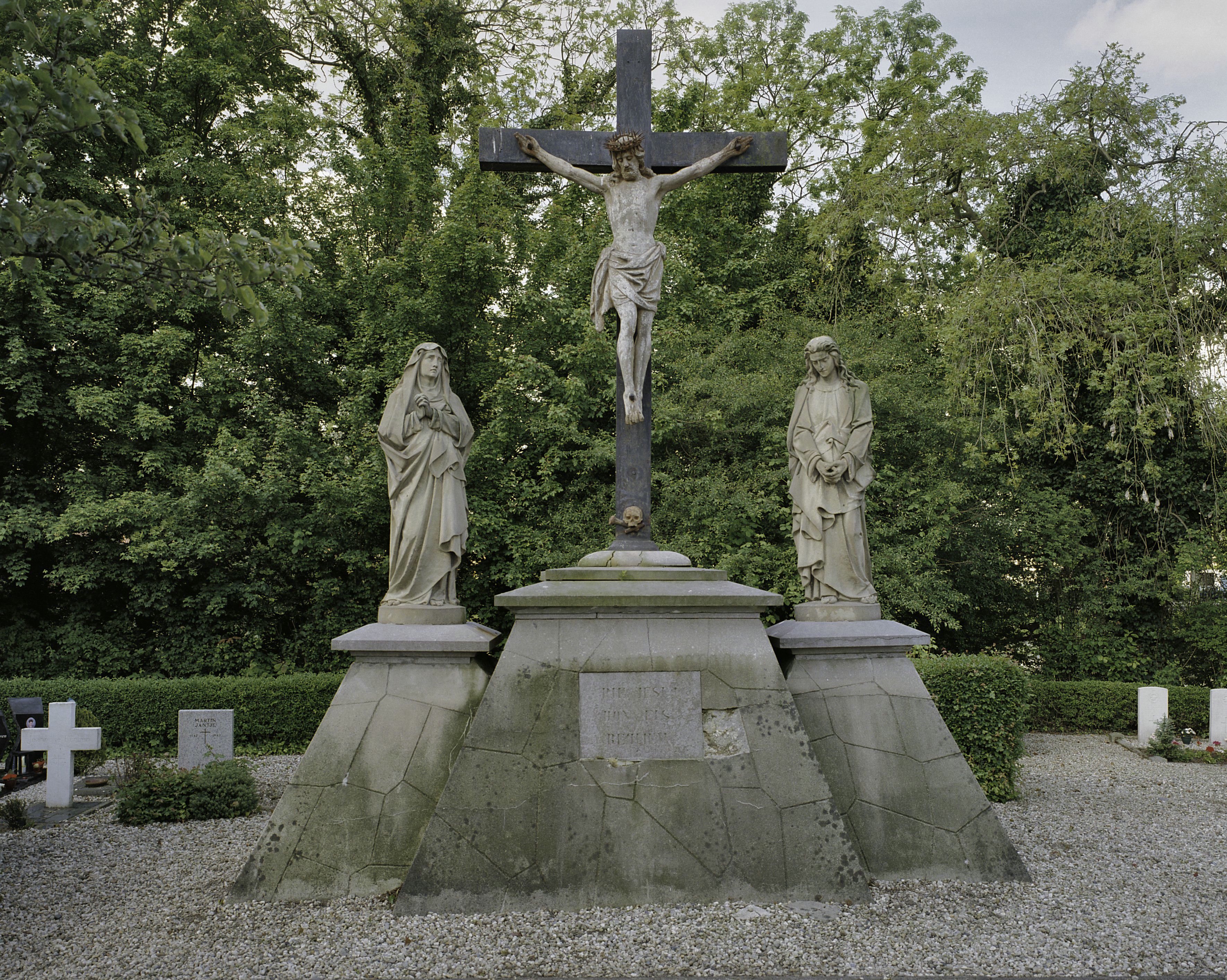
calvarieberg op begraafplaats van Ravenstein
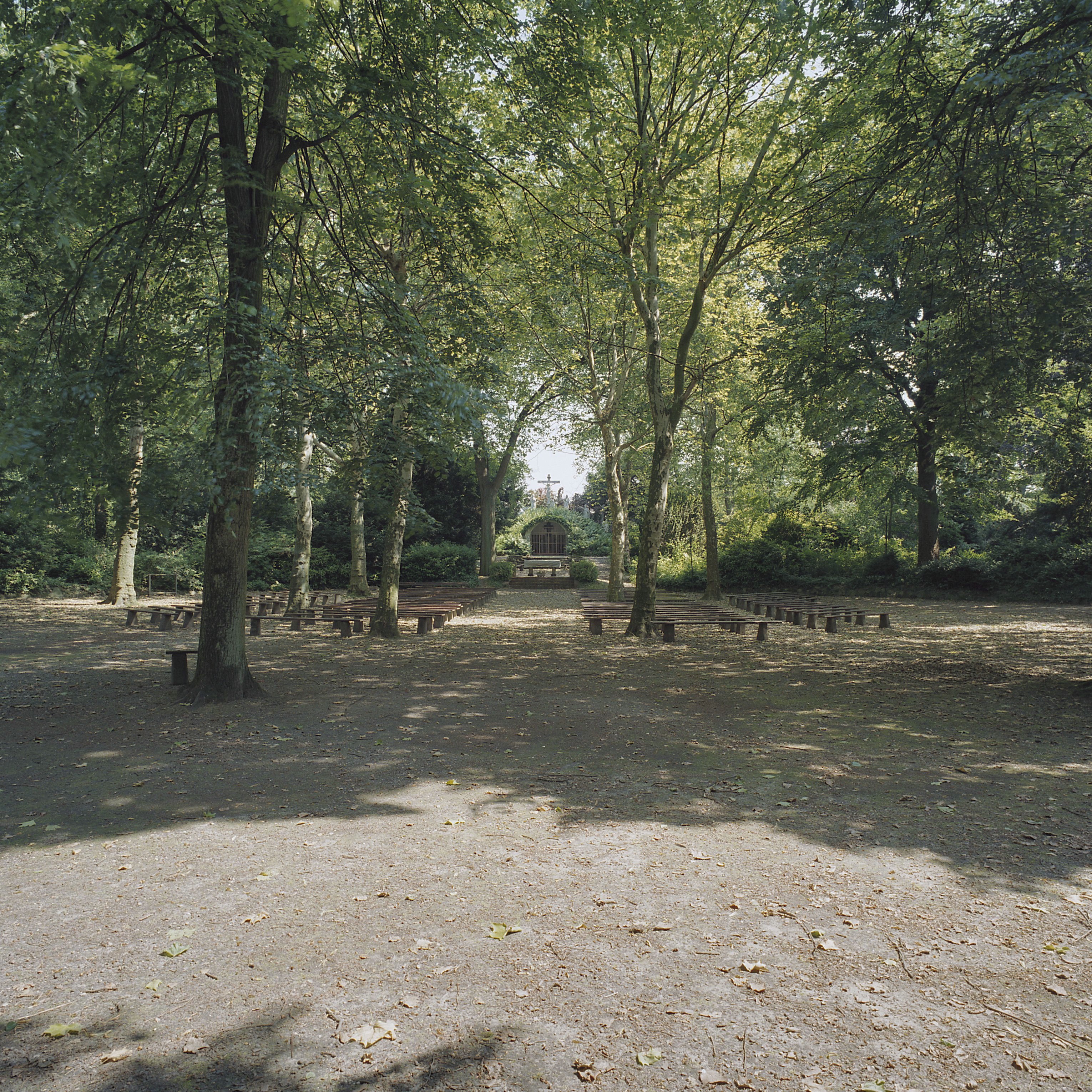
calvarieberg in processiepark in Roermond
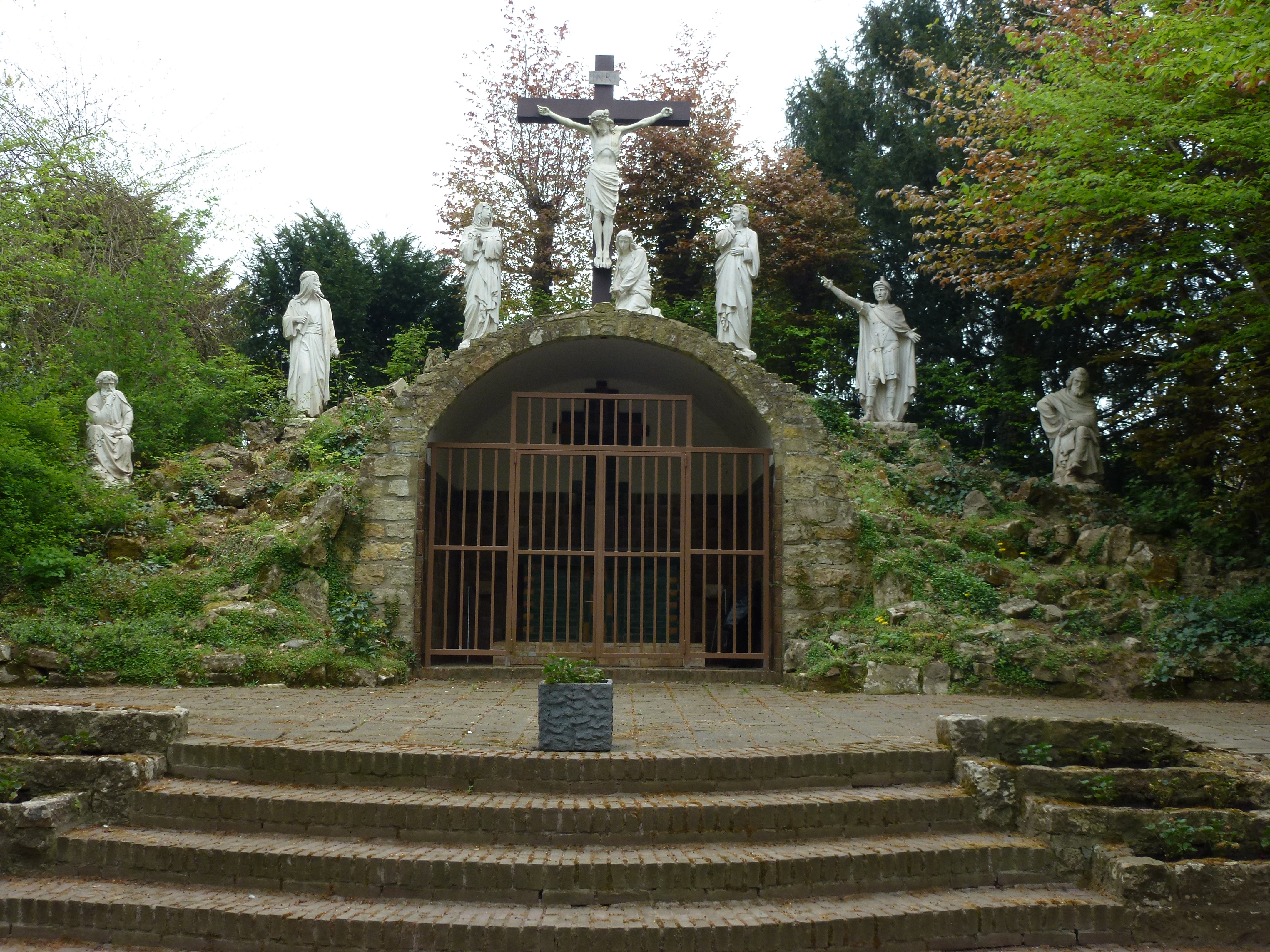
altaar in crypte onder calvarieberg in processiepark in Roermond